# 三角镇 (梅州市)
三角镇是中国广东省梅州市梅江区下辖的一个镇，亦称白土乡、水南乡或白土堡，地处梅州市区南郊，总面积为42.12平方公里，常住居民人口约为5万人，辖下设12个村和2个社区。在梅江直辖区，三角镇经济较为发达，梅州机场和梅州站均位于镇内。

## 行政区划
三角镇下辖以下村级行政区划单位
美景社区、三角墟镇社区、大坜村、三乡村、坜明村、新塘村、东升村、泮坑村、龙上村、上坪村、湾下村、三龙村、梅塘村、宫前村和三角村。